# Kanonenbootpolitik

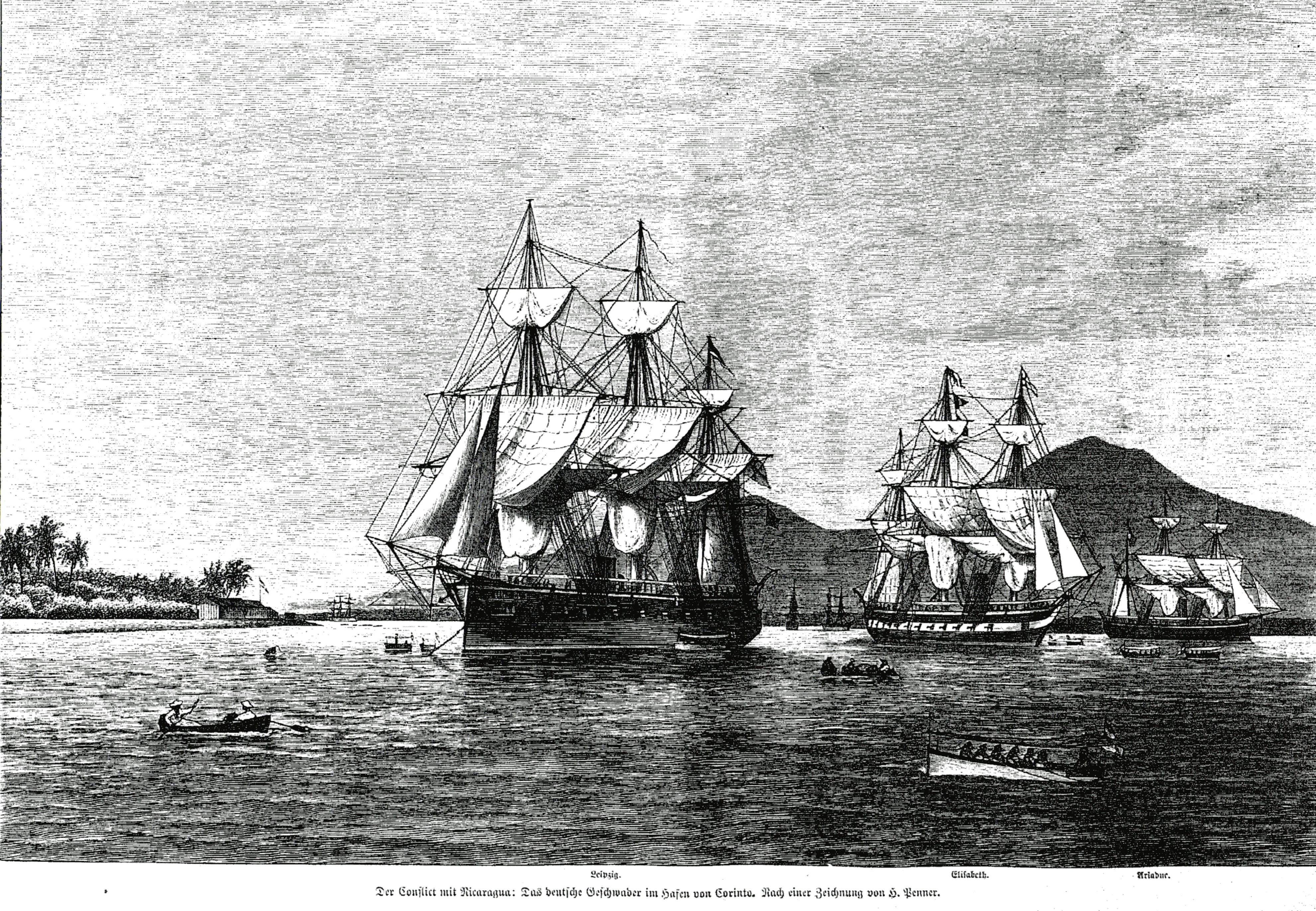
Das deutsche Zentralamerikanische Geschwader vor Corinto in Nicaragua im März 1878, während der Eisenstuck-Affäre. Von links SMS Leipzig, SMS Elisabeth und SMS Ariadne

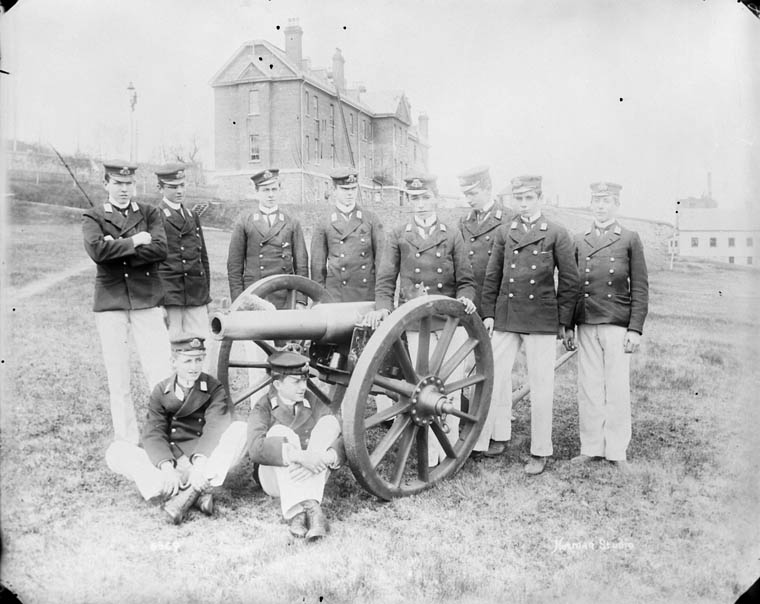
Landungskommando der britischen Korvette Comus mit Landungsgeschütz

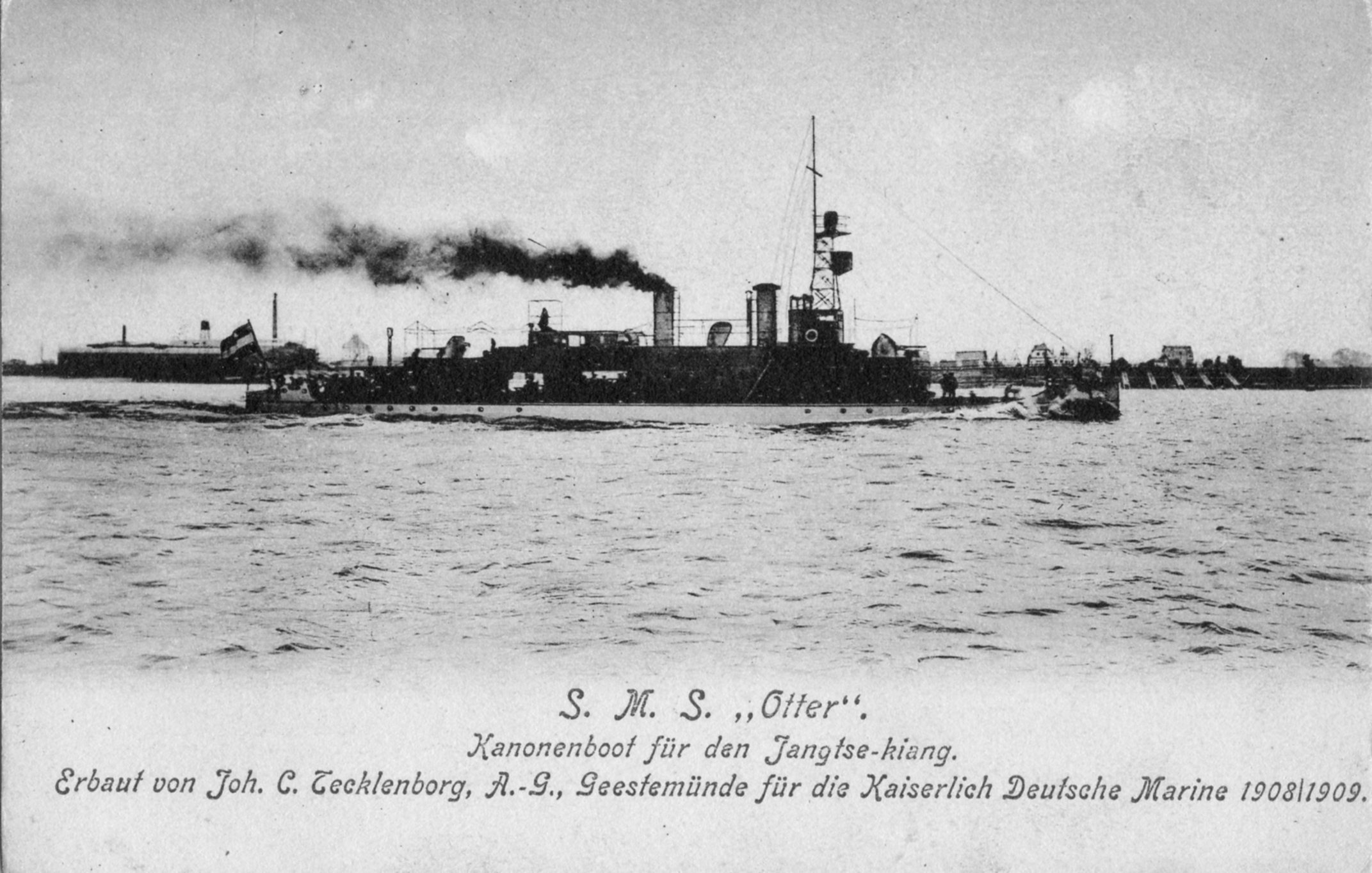
Flusskanonenboot Otter um 1909 bei einer Probefahrt auf der Weser. Das Boot führt noch die National- und nicht die Reichskriegsflagge

Als Kanonenbootpolitik, Kanonenbootdiplomatie oder Flottendemonstration bezeichnet man das Vorgehen von Seemächten gegenüber kleineren Mächten zur Durchsetzung eigener Interessen mittels eines oder mehrerer Kriegsschiffe. Sie war ein gängiges Mittel der Machtprojektion, vor allem zur Blütezeit des Imperialismus in der zweiten Hälfte des 19. Jahrhunderts bis in die Anfangsjahre des 20. Jahrhunderts vor dem Ersten Weltkrieg. Die Kanonenbootpolitik diente neben der Durchsetzung von Wirtschafts- und Machtinteressen auch dem Eintreiben von Forderungen und dem Schutz eigener Bürger – letzteres Argument diente bisweilen nur als Vorwand; es sollte den Kanonenboot-Einsatz legitimieren.
Häufig wurden für diese Aufgaben Kanonenboote eingesetzt: kleinere Kriegsschiffe, die auf Grund ihres geringen Tiefganges bis nahe an die Küste heranfahren und auch in Flüsse hineinfahren konnten, und so mit ihrer Geschützbewaffnung unmittelbar gegen zivile oder militärisch schwach gesicherte Ziele wie Hafenanlagen und Küstenorte eines Gegners Wirkung erzielen konnten. Die meisten Kriegsschiffe waren außerdem in der Lage, aus der Besatzung kleine Landungskommandos zu bilden.
Nach 1945 erlebte die Kanonenbootpolitik eine späte Neuauflage, etwa in Fällen, in denen langjährige Kolonialmächte im Rahmen der Dekolonisation unhaltbar gewordene Positionen und Einflusszonen nicht ohne weiteres räumen wollten.
Das Gegenteil der Kanonenbootpolitik ist die Scheckbuchdiplomatie.

## Ursachen und Möglichkeiten
Im 19. Jahrhundert war die Durchsetzung europäischer und US-amerikanischer Machtinteressen in Übersee mit militärischer Gewalt oder der Drohung mit solcher eine übliche Form der Machtausübung. Man unterscheidet zwei Phasen des Imperialismus: die des Frühimperialismus von etwa 1815 bis 1870 und die des Hochimperialismus von 1870 bis 1914. Dafür gab es verschiedene Motive.
Einer der Schwerpunkte der Kanonenbootpolitik war Lateinamerika und hier vor allem Mittelamerika. Nach der Unabhängigkeit von Spanien und Portugal entstanden zunächst größere Staatsgebilde wie zum Beispiel die Zentralamerikanische Konföderation zwischen 1823 und 1838 oder Großkolumbien von 1819 bis 1830; diese zerfielen nach und nach in Einzelstaaten. Interne Auseinandersetzungen führten zu einer Anzahl von Bürgerkriegen und Staatsstreichen. In diesen Gebieten konnte sich deshalb über längere Zeit keine zuverlässige und außenpolitisch verantwortliche Staatsgewalt etablieren. In dieses Machtvakuum stieß die von den USA verfolgte Monroe-Doktrin.
Zugleich war Lateinamerika ein wichtiger überseeischer Handelspartner insbesondere für diejenigen Nationen geworden, die keinen eigenen Kolonialbesitz hatten, wie z. B. die Vereinigten Staaten und Deutschland bis 1884. Viele europäische Auswanderer und Geschäftsleute ließen sich dort nieder. Diese Ausländer bedurften des Schutzes durch ihre Heimatländer, um in einer Situation großer Rechtsunsicherheit in schwach entwickelten Staatswesen ihre Existenz zu sichern. Ihr Status war vom Ansehen und der militärischen Macht ihres Landes abhängig. Mächte, die in der Region über Stützpunkte verfügten, gingen dazu über, ihre Seestreitkräfte zum Schutz ihrer Bürger und zum Eintreiben finanzieller Forderungen einzusetzen.
Ein weiterer Grund für die militärische Diplomatie war das Fehlen anderer diplomatischer Kanäle, wie sie sich im 20. Jahrhundert entwickelt haben. Viele der außereuropäischen Staaten unterhielten keine diplomatischen Beziehungen zu europäischen Ländern, Peru unterhielt etwa 1875 überhaupt keine diplomatischen Beziehungen mit dem Ausland. Auch bestanden noch keine Telegrafenverbindungen oder ähnliche schnelle Kommunikationsmittel, die bei der Streitschlichtung zwischen Staaten hätten hilfreich sein können. Überstaatliche Institutionen wie der Völkerbund oder die Vereinten Nationen wurden erst viel später gegründet.
Schließlich war das Verständnis des Völkerrechts anders entwickelt als im 20. Jahrhundert und 21. Jahrhundert. Der Einsatz militärischer Mittel zur Durchsetzung nationaler Interessen galt als legitim. Der nationale Ehrbegriff erforderte Sanktionen bei Respektlosigkeit kleiner Mächte.
Zudem wurde die Kanonenbootpolitik erleichtert durch die im Zuge von Industrialisierung und Forschung waffentechnischen Entwicklungen; genannt seien:
- Der Übergang zum gezogenen Geschütz um 1860 ermöglichte treffgenaues Schießen über eine größere Entfernung. Außerdem konnten aus gezogenen Rohren Langgeschosse statt ungenauer Kugeln eingesetzt werden. Dadurch stiegen bei gleichem Kaliber das Gewicht des Geschosses und damit Durchschlagskraft und Trefferwirkung sowie die Schussweite.
- Die Schwarzpulverfüllung von Granaten wurde durch wirkungsvollere Sprengstoffe ersetzt. Seit dem Aufkommen dieser Brisanzgranate konnten Schiffsgeschütze sehr viel mehr Schaden verursachen als zuvor. Die beim Aufprall explodierenden Granaten schleuderten Metallsplitter mit mehr Wucht in ein größeres Umfeld.
- Etwa gleichzeitig kamen auch Schnellfeuergeschütze mittlerer Kaliber für Schiffe auf. Damit konnte man auf kurze bis mittlere Gefechtsentfernungen eine große zerstörerische Wirkung auf ungepanzerte oder schwach gepanzerte Teile erzielen.
- Die Einführung langsam abbrennenden Pulvers ab 1880 ermöglichte nochmals größere Treibladungen. Da der langsamere Abbrand der Treibladung längere Geschützrohre sinnvoll machte, stiegen die Kaliberlängen von etwa L/15 auf L/30 bis L/40.
- Die Qualität der Geschosse wurde verbessert. Um eine bessere panzerbrechende Wirkung zu erreichen, wurden sie ab 1868 aus Hartguss der Grusonwerke, dann aus Stahl hergestellt.

## Beispiele der Kanonenbootpolitik

### Vereinigtes Königreich
Die Royal Navy war aktives Instrument der Kanonenbootpolitik, zum Beispiel bei der Durchsetzung britischer Interessen gegen Griechenland beim so genannten Don-Pacifico-Vorfall 1850 in Piräus.

#### Uruguay und Brasilien 1828
Brasilien, welches sich in einem bewaffneten Konflikt mit den Separatisten in Uruguay befand, beschloss nach vielen entscheidungslosen Kämpfen, eine Seeblockade vor dem Río de la Plata durchzuführen, um die Separatisten vom Handel abzuschneiden. Davon jedoch sah Großbritannien seine Handelsinteressen bedroht und nutzte die Kanonenbootpolitik, um Brasilien zu einem Frieden mit den Aufständischen zu zwingen. Als Brasilien die Gefahr durch britische Kanonenboote erkennen musste, lenkte es ein und akzeptierte den Frieden von Rio de Janeiro. Dieser Frieden schuf einen neuen, unabhängigen Staat: Uruguay.

#### Honduras 1849
Am 4. Oktober 1849 besetzten britische Marine-Infanteristen den Hafen von Trujillo in Honduras, um eine Forderung an die honduranische Regierung in Höhe von 100.000 US-Dollar einzutreiben.

#### Haiti 1865

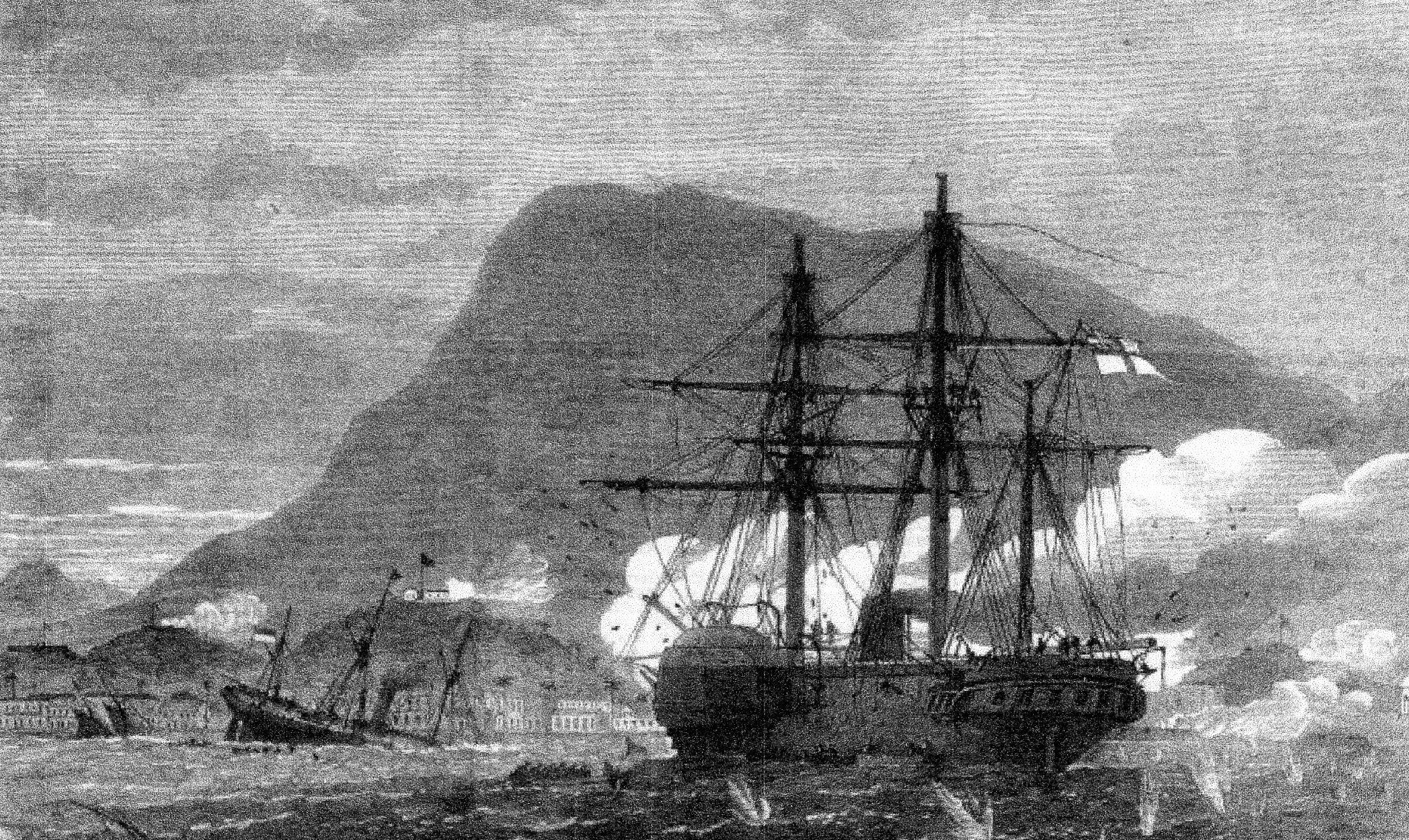
Die britische Sloop HMS Bulldog im Gefecht vor Cap Haitien am 23. Oktober 1865

Am 23. Oktober intervenierte Großbritannien im haitianischen Bürgerkrieg und zerstörte im Hafen von Cap Haitien mehrere haitianische Kanonenboote. Dabei geriet die Sloop HMS Bulldog auf Grund und wurde nach einem vergeblichen Abschleppversuch durch USS De Soto von der Besatzung verlassen und in Brand gesetzt.

#### Honduras 1873
Am 19. August bombardierte ein britisches Kriegsschiff als Repressalie den Hafen von Omoa wegen der Plünderung britischen Eigentums.

#### Nicaragua 1895
Am 27. April 1895 besetzten britische Marineeinheiten das Zollhaus von Corinto, um finanzielle Forderungen an die nicaraguanische Regierung einzutreiben.

#### Sansibar 1896

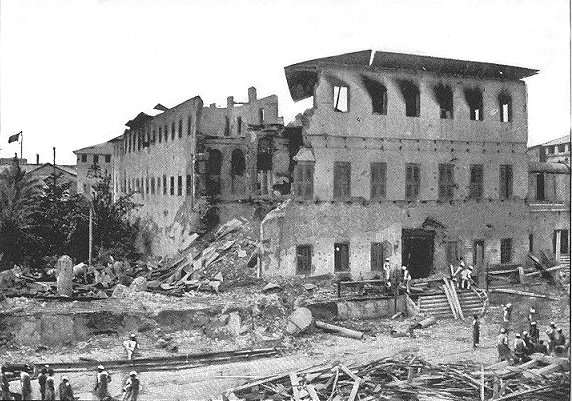
Der von britischen Kriegsschiffen bombardierte Sultanspalast von Sansibar (1896)

Am 27. August 1896 bombardierten  britische Marineeinheiten den Sultanspalast des Sultanats Sansibar. Der sogenannte Britisch-Sansibarische Krieg ging mit 38 Minuten als kürzester Krieg der Weltgeschichte in das Guinness-Buch der Rekorde ein.

#### Russland 1919–1921
Nach dem Waffenstillstand mit dem Deutschen Reich am 11. November 1918 entsandte das Empire einen bis zu 90 Schiffe umfassenden Flottenverband in die nordöstliche Ostsee. Ziel war die Minderung deutschen Einflusses im Baltikum sowie die Verhinderung der Übernahme der neu gegründeten Staaten Estland, Lettland und Litauen durch die Bolschewiki. Höhepunkt dieser maritimen Intervention war die Seeschlacht vor Petrograd am 17. und 18. August 1919. Ein britischer Motorschnellbootverband und Flugzeuge des Trägers HMS Vindictive griffen sowjetrussische Flotteneinheiten an. Durch Torpedotreffer sanken die Linienschiffe Andrej Perwoswanny und Petropawlowsk in flachen Gewässern auf Grund, das U-Boot-Mutterschiff Pamjat Asowa und ein Depotschiff wurden vernichtet. Die Royal Navy verlor drei Motorschnellboote.
Mit dem Ende des Russischen Bürgerkriegs, der Etablierung der bolschewistischen Herrschaft in Russland und die Anerkennung der drei baltischen Staaten durch die sowjetische Regierung endete die britische Flottenpräsenz.

#### Türkei 1922

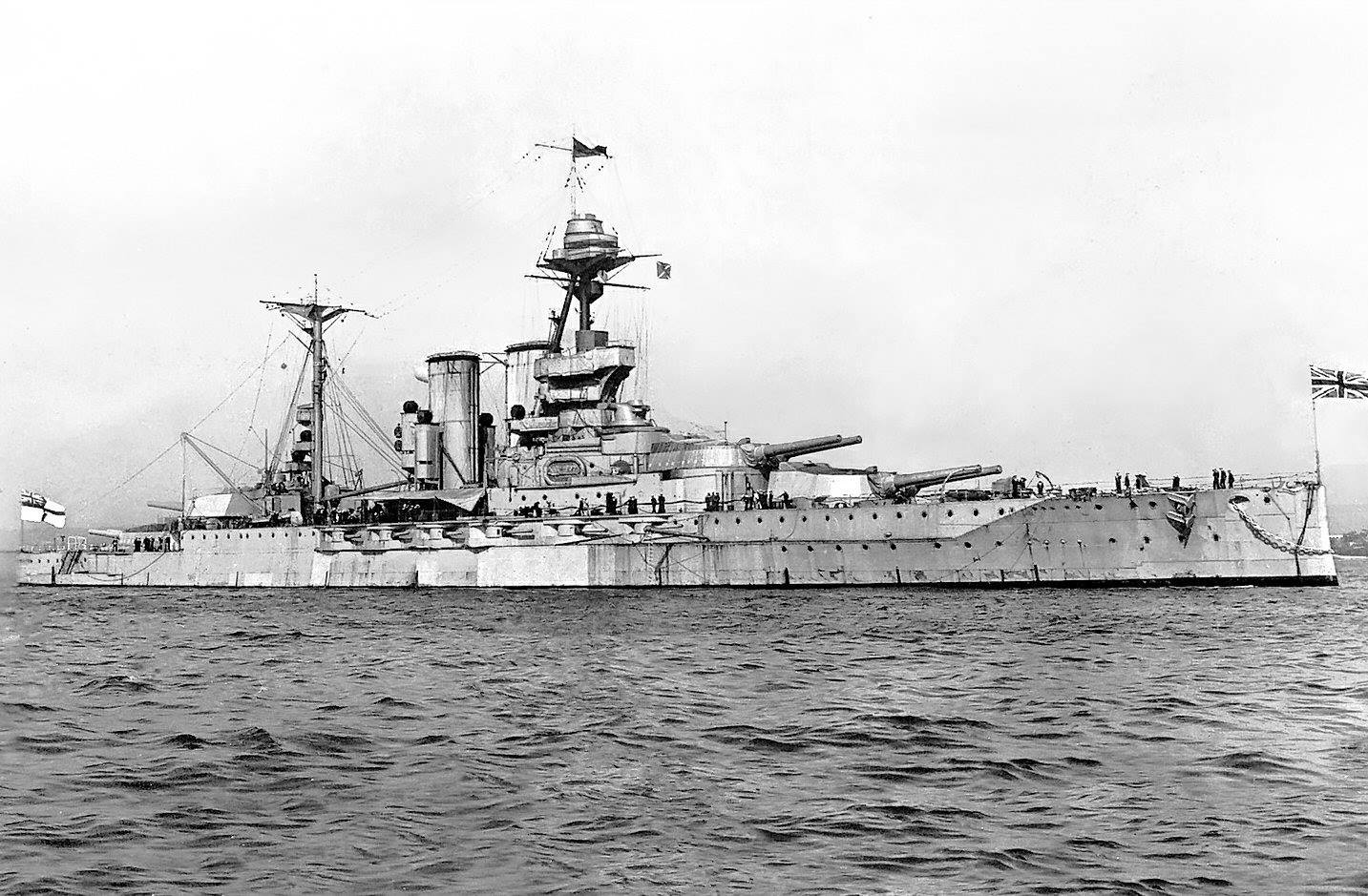
Schlachtschiff Malaya

Von September bis November 1922 verhinderte die Royal Navy in den Dardanellen und am Bosporus den Übertritt türkischer Truppen aus Kleinasien. Am 18. November wurde der gestürzte Sultan der Türkei Mehmed VI. von dem britischen Schlachtschiff Malaya ins Exil nach Malta transportiert, um ihn vor seinen Untertanen zu schützen und seine Festnahme zu verhindern.

#### Mexiko 1924
Am 11. Januar 1924 intervenierte die HMS Capetown bei Unruhen im mexikanischen Minatitlán, um eine britische Ölraffinerie zu schützen. Der Kommandant des ablösenden Schiffs HMS Constance untersagte dabei mexikanischen Kanonenbooten die Beschießung des Orts.

#### China 1926
In diesem Jahr patrouillierten 15 britische, 9 amerikanische, 10 japanische und 6 französische Kanonenboote den Jangtsekiang anlässlich von Unruhen in Zentralchina. Diese Ereignisse wurden 1962 in dem Roman von Richard McKenna The Sand Pebbles literarisch verarbeitet und 1966 durch Robert Wise in dem gleichnamigen Spielfilm umgesetzt.

#### Mittelmeer/Palästina 1947
Während des Jahres 1947 operierten britische Marineeinheiten im östlichen Mittelmeer, um die illegale Einwanderung jüdischer Emigranten über See nach Palästina zu verhindern. Obwohl der Großteil der Schiffe abgefangen wurde, gelang es einigen Transportern, durchzubrechen, was sich als diplomatischer Misserfolg Großbritanniens erwies.

#### Guatemala 1948
Ende Februar 1948 wurden die Kreuzer HMS Sheffield und HMS Devonshire nach Britisch-Honduras, dem heutigen Belize, entsandt, um Druck auf die guatemaltekische Regierung auszuüben, die Besitzansprüche auf das Territorium der Kolonie angemeldet hatte.

#### China 1949
Die Fregatte HMS Amethyst versuchte am 19. April 1949, auf dem Jangtsekiang Nanking zu erreichen, um Wachpersonal für die dortige britische Gesandtschaft anzulanden. Sie wurde durch kommunistische Artillerie zurückgetrieben und strandete. Versuche durch HMS Consort und später durch HMS London und HMS Black Swan, sie abzuschleppen, misslangen. Einige Tage später gelang es der Fregatte aus eigener Kraft, die Sandbank zu verlassen.
Historisch ist der Zwischenfall von Bedeutung, weil es sich um den letzten Versuch klassischer Kanonenbootpolitik in China handelt. Der Vorfall wurde 1957 in dem britischen Spielfilm Yangtse-Zwischenfall dramatisiert.

#### Island 1958/59
Vom 1. September 1958 bis zum 14. März 1959 begann die Royal Navy mit Operationen um Island, um den isländischen Anspruch auf Fischereischutz innerhalb der 12-Meilen-Zone zu verhindern. In dieser Zeit verhinderte die Navy 46 isländische Versuche, britische Trawler aufzubringen. Schließlich musste die britische Regierung doch den isländischen Anspruch anerkennen.

#### Irak 1961
Eine Landung von Royal Marines und anderen Truppen in Kuwait sowie eine Konzentration von Marineeinheiten verhinderte eine irakische Besetzung des Landes.

#### Rhodesien 1965–1968

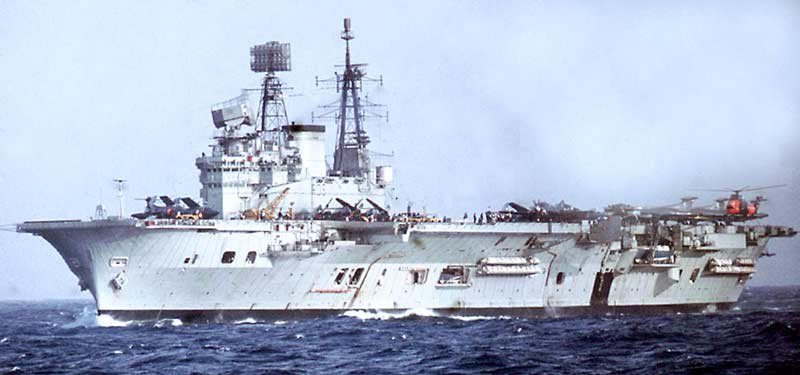
Flugzeugträger Eagle

Der Flugzeugträger Eagle kreuzte im Dezember 1965 vor der Küste Tansanias, um der Regierung von Sambia zu signalisieren, dass sie im Konflikt mit Rhodesien mit britischer Luftunterstützung würde rechnen können. Die Präsenz des Trägers verhinderte rhodesische Luftangriffe.
Am 9. April 1966 brachte die Berwick aufgrund eines Beschlusses des UN-Sicherheitsrats den griechischen Tanker Manuela auf, der Öl für Rhodesien transportierte, und verhinderte seine Weiterfahrt nach Beira im damaligen Portugiesisch-Ostafrika. Bis 1968 operierten britische als Beira Patrol bekannt gewordene Seepatrouillen in der Region, obwohl Rhodesien inzwischen sein Öl auf anderen Wegen bezog.

#### Argentinien 1966
Im Falklandkonflikt mit Argentinien entsandte Großbritannien Puma nach Port Stanley, da eine Gruppe von argentinischen Privatleuten eine Scheininvasion der britischen Kolonie durchgeführt hatte. Der Konflikt wurde durch Verhandlungen beigelegt.

#### Guatemala 1972
Der Flugzeugträger Ark Royal wurde 1972 nach Britisch-Honduras verlegt, um eine mutmaßliche guatemaltekische Invasion abzuwehren.

### USA
Erstmals verwendeten die USA die Kanonenbootpolitik 1815 im zweiten Barbareskenkrieg, als der Marineoffizier Stephen Decatur dem Dey von Algier mit einer schweren Kanonade der Stadt drohte und ihn zur Unterzeichnung eines Friedensvertrages innerhalb von 48 Stunden zwang.

#### Japan 1853

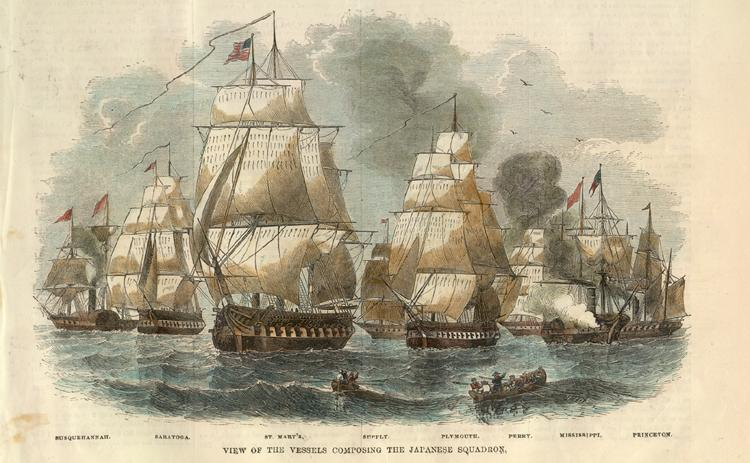
Perrys Schiffe bei der Rückkehr nach Japan im März 1854

Im Juli 1853 landeten vier Schwarze Schiffe unter dem Kommando von Commodore Matthew Perry in der japanischen Bucht von Edo, dem heutigen Tokio. Ende März 1854 kehrte Perry zur Konvention von Kanagawa mit sieben Schiffen nach Japan zurück und zwang dem Shōgun den sogenannten „Vertrag über Frieden und Freundschaft“ auf, der formelle diplomatische Beziehungen zwischen Japan und den Vereinigten Staaten begründete.

#### Paraguay 1859
Eine amerikanische Marine-Expedition, bestehend aus 15 Kriegsschiffen mit zusammen 77 Geschützen, 1448 Seeleuten und 281 Marineinfanteristen an Bord drang im Januar 1859 in das Gebiet des Río de la Plata ein und erzwang von der Regierung Paraguays eine Entschädigung von 10.000 US-Dollar, da paraguayische Truppen am 1. Mai 1855 das gestrandete US-Kriegsschiff USS Water Witch beschossen hatten.

#### Venezuela 1899
Im Januar 1899 reiste das 1894 eigens für den Dienst auf ostasiatischen Flüssen gebaute Kanonenboot USS Wilmington den Orinoko hinauf bis Ciudad Bolívar. An Bord befanden sich unter anderem der amerikanische Gesandte für Venezuela, Francis Loomis, und der US-Militärattaché für Venezuela, Hauptmann Charles Collin. Neben wissenschaftlichen Zwecken diente die Fahrt auch dem „Zeigen der Flagge“ sowohl gegenüber venezolanischen Politikern und Militärs als auch Großbritannien, das im Orinokogebiet eigene wirtschaftliche Interessen hatte. Den Militärs wurde bei jeder Gelegenheit die Feuerkraft der Colt-Maschinengewehre demonstriert, da nach Angaben des republikanischen Senators von Ohio, Joseph B. Foraker, in den letzten Jahren amerikanische Staatsbürger ungerecht behandelt worden wären. Es war die erste Reise eines US-amerikanischen Kriegsschiffs auf dem Orinoko.

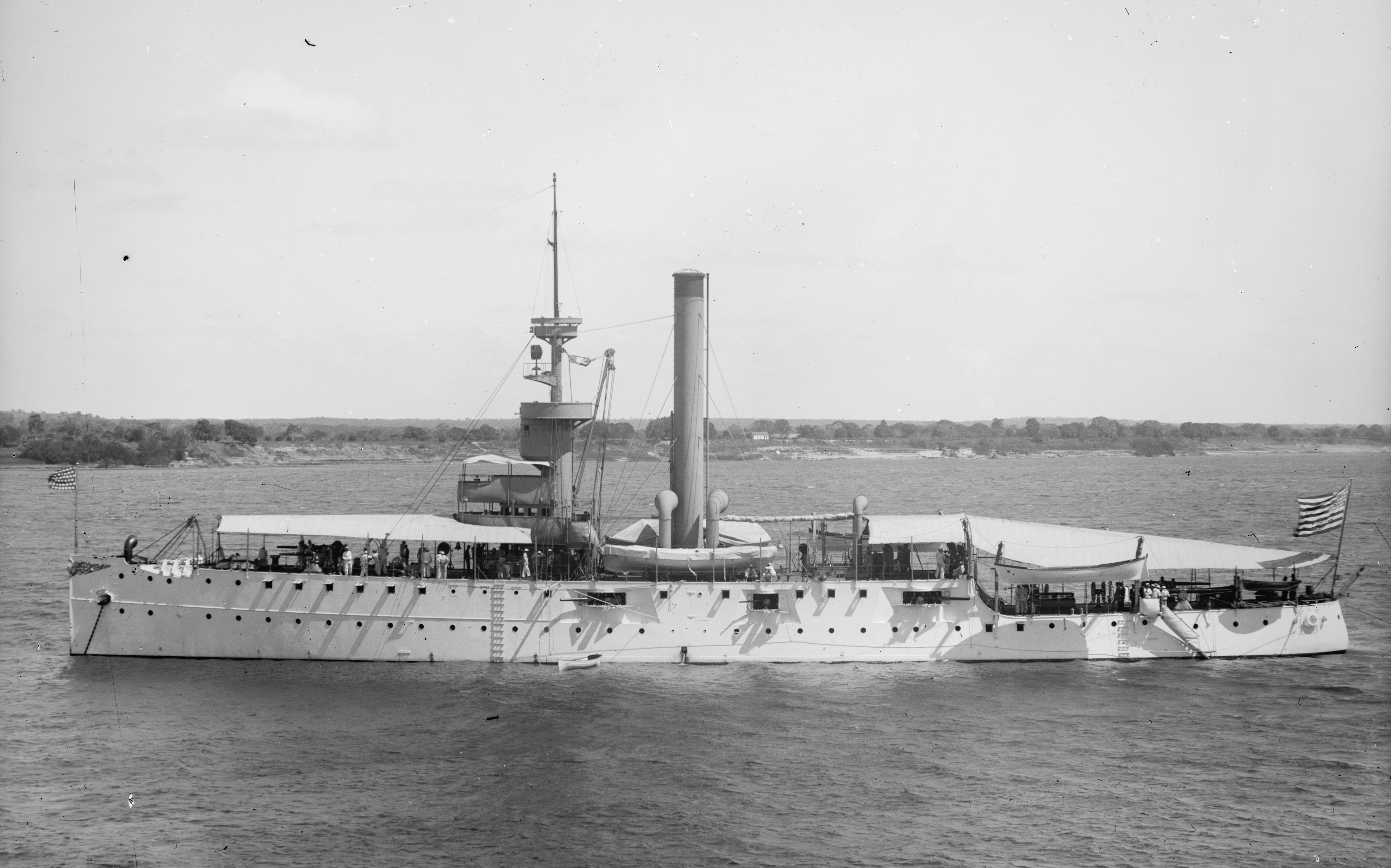
USS Wilmington

#### Kuba vor 1900
1897 war das US-Kriegsschiff Maine in den Gewässern der damals spanischen Kolonie Kuba eingesetzt. Am 25. Januar 1898 ging es vor Havanna vor Anker, um durch seine Anwesenheit Druck auf die Spanier auszuüben.

#### Kuba 1902 bis 1959
Zwischen 1902 und 1959 ankerten immer wieder US-Kriegsschiffe im Hafen von Havanna, der Hauptstadt Kubas, um nicht genehme Regierungen abzusetzen oder wirtschaftspolitische Entscheidungen zugunsten der USA zu erzwingen.
Zur Unterstützung einer diplomatischen Mission des amerikanischen Sondergesandten Sumner Welles im Auftrag von Präsident Franklin D. Roosevelt wurden am 13. August 1933 zwei US-Kriegsschiffe nach Havanna entsandt. Vor der Küste ankerten weitere Einheiten mit US-Marines an Bord, um intervenieren zu können. Ziel der Mission war der Rücktritt von Präsident Gerardo Machado. Aufgrund des Drucks trat Machado zurück.
Vom September 1933 bis Ende Januar 1934 hielten sich Schiffe der United States Atlantic Fleet. Schließlich wurde Carlos Mendieta am 18. Januar 1934 als neuer Präsident vereidigt.

#### Nicaragua

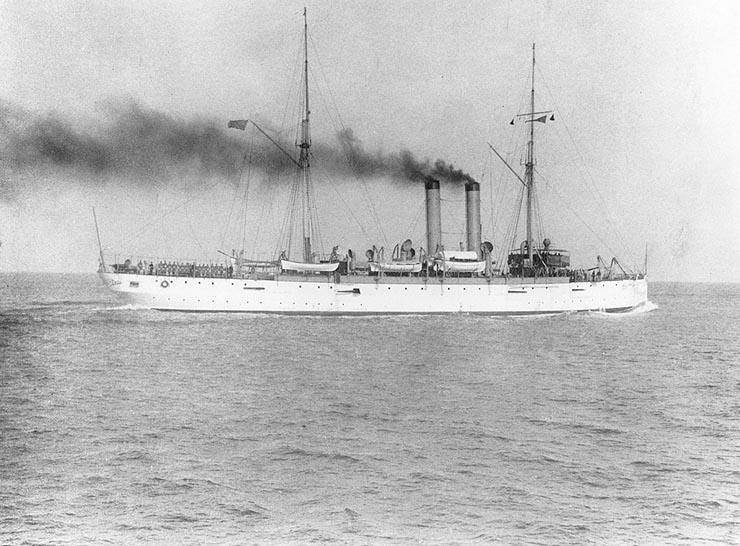
Der leichte Kreuzer USS Denver, ein Schwesterschiff der Cleveland

Am 13. Juli 1854 beschoss die Sloop USS Cyan die Hafenstadt Greytown, heute San Juan del Norte, und zerstörte den Ort vollständig, nachdem eine Schadenersatzforderung in Höhe von 24.000 US-Dollar wegen der Beleidigung eines amerikanischen Konsuls nicht gezahlt worden war.
Am 4. August 1925 forderte die pro-amerikanische, konservative Regierung Nicaraguas Einheiten der US Navy an, um eine Revolution zu verhindern. Daraufhin wurde USS Denver nach Corinto an der Pazifikküste und USS Tulsa nach Bluefields an der Karibikküste beordert. Die Anwesenheit der beiden Kriegsschiffe konnte den Aufstand der liberalen Partei gegen die Regierung aber nicht verhindern.
Am 6. Mai 1926 landete der Kreuzer USS Cleveland US-Marines in Bluefields an, um amerikanisches Eigentum und amerikanische Interessen im Bürgerkrieg zwischen den Liberalen und den Konservativen zu schützen. Aus dieser Aktion entwickelte sich indirekt die US-Militärintervention in Nicaragua 1926–1933, die erst 1933 durch den Abzug der US-Truppen beendet wurde.
Am 11. April 1931 wurde die USS Asheville nach Puerto Cabezas an der Karibikküste entsandt, da nach der Reduzierung der US-Marines als Interventionstruppen lokale Unruhen ausgebrochen waren und das Eigentum amerikanischer und britischer Staatsbürger gefährdet erschien.

#### Argentinien 1936
Am 1. Dezember 1936 lief der Kreuzer Indianapolis mit Präsident Franklin D. Roosevelt in Buenos Aires ein. Begleitet wurde der Kreuzer von der älteren Chester. Roosevelt nahm an einer interamerikanischen Tagung teil, auf der sich Argentinien gegen ein Interventionsrecht dritter Staaten in Lateinamerika einsetzte. Die argentinische Position wurde trotz der amerikanischen Demonstration angenommen.

### Deutschland

Das deutsche Kanonenboot Adler von 1883

Nachdem Preußen ab der Mitte des 19. Jahrhunderts eine eigene Marine aufgebaut hatte, beteiligte es sich ebenfalls an militärischen Operationen gegen überseeische Länder. Diese Praxis wurde vom deutschen Kaiserreich ab 1871 übernommen, so zum Beispiel im Rahmen der so genannten Eisenstuck-Affäre 1876–78 in Nicaragua, des Konflikts um Samoa, des Boxeraufstandes 1900 in China oder der Zweiten Marokkokrise 1911 mit „Panthersprung nach Agadir“.
Weitere Fälle deutscher Kanonenbootpolitik waren:

#### Gefecht von Tres Forcas in Marokko 1856
Am 7. August nutzte der preußische Admiral Prinz Adalbert von Preußen ein Flottenmanöver der preußischen Marine im Atlantik, um ohne Absprache mit der Regierung auf eigene Faust ein Landungsunternehmen mit der Radkorvette Danzig an der marokkanischen Küste durchzuführen, wo 1852 die preußische Handelsbrigg Flora von den Rifkabylen überfallen worden war. Die Strafexpedition geriet zum Fehlschlag, als die Rifs unerwartet Verstärkung erhielten. Das ausgeschiffte Landungskorps musste sich schließlich zurückziehen; sieben preußische Marineangehörige fielen. Unter den 20 Verletzten war auch der 16-jährige Seekadett und spätere Admiral Eduard von Knorr.

#### Eulenburg-Expedition 1859–1862

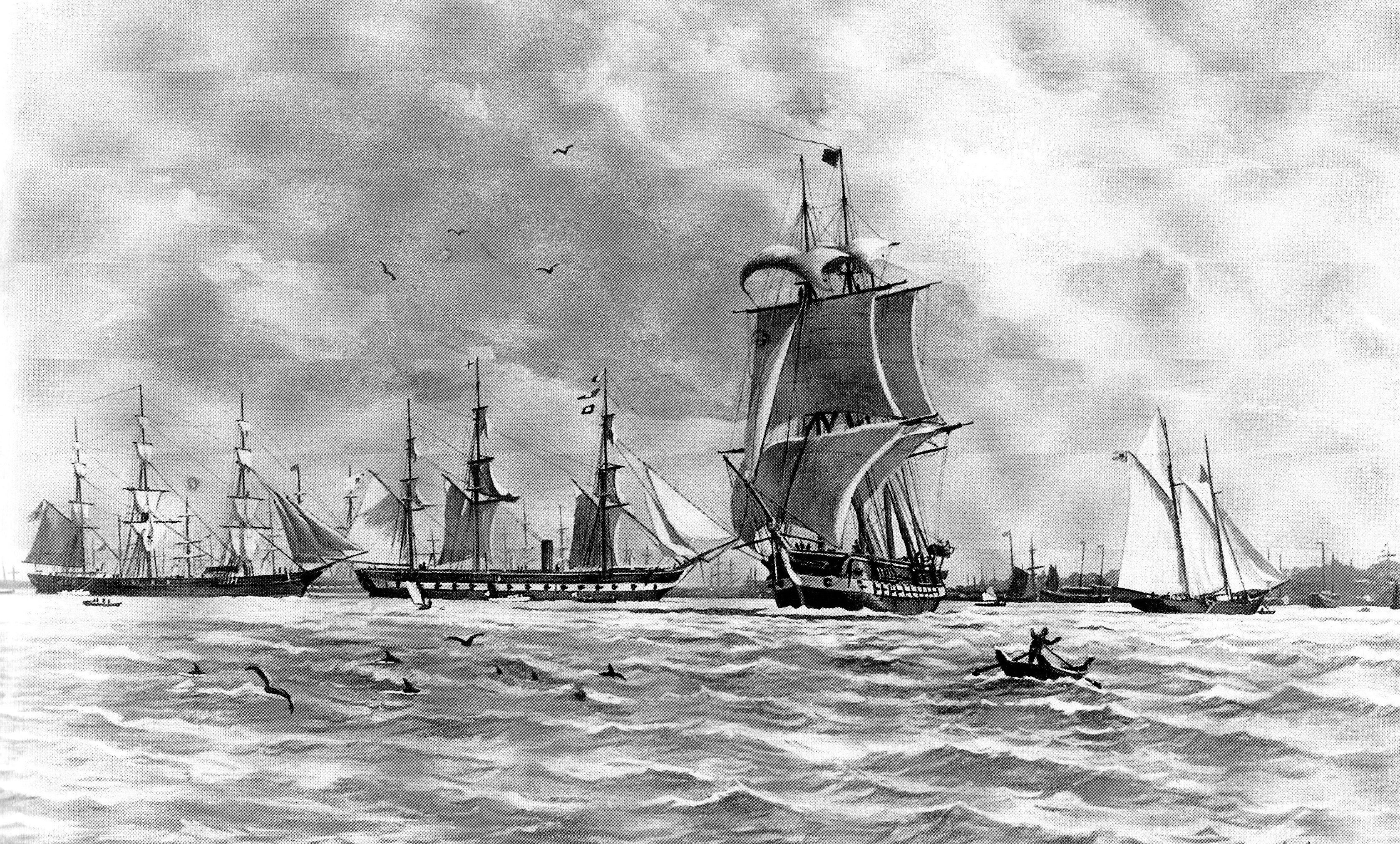
Das Ostasiatische Geschwader der Preußischen Marine

Die preußische Regierung erlaubte Friedrich zu Eulenburg ausdrücklich, bei der preußischen Ostasienexpedition zur Durchsetzung von Handelsverträgen mit China, Japan und Siam militärische Gewalt anzuwenden. Eulenburg gelang es 1861, die Verträge mit China und Japan ohne Gewaltandrohung abzuschließen.

#### Haiti 1872
Am 13. Juni zwangen die beiden Korvetten Vineta und Gazelle unter dem Befehl von Kapitän zur See Karl Ferdinand Batsch die haitianische Regierung in Port-au-Prince zur Bezahlung einer Forderung des deutschen Kaufmanns Diekmann, indem zwei im Hafen liegende haitianische Kriegsschiffe besetzt wurden.

#### Demonstration des Panzer-Übungsgeschwaders vor Konstantinopel 1876
Nachdem am 5. Mai 1876 in Thessaloniki anlässlich von Spannungen zwischen der muslimischen und christlichen Bevölkerung der französische Konsul Jules Moulin und der deutsche Konsul Henry Abbott in einer Moschee von einer aufgebrachten muslimischen Menschenmenge umgebracht wurden, ohne dass die osmanischen Behörden zu ihrem Schutz einschritten, entsandte die Reichsregierung im Rahmen einer internationalen Flottendemonstration das sogenannte Panzer-Übungsgeschwader in die Ägäis, um ihre Forderungen nach einer Bestrafung der Täter und Schadensersatz für die Familien der Opfer durchzusetzen. Das deutsche Geschwader unter dem inzwischen zum Konteradmiral beförderten Karl Ferdinand Batsch bestand aus den Panzerschiffen Kaiser, Deutschland, Friedrich Carl und Kronprinz, der Korvette Medusa, dem Aviso Pommerania und den Kanonenbooten Meteor und Comet. Es war das größte Geschwader, das bis zu diesem Zeitpunkt in der preußisch-deutschen Marine gebildet worden war. Im Juni hielt es sich vor der osmanischen Hauptstadt Konstantinopel auf, um für die Durchsetzung der deutschen Forderungen zu demonstrieren. Nachdem diese erfüllt waren, wurde es Ende August des Jahres aufgelöst.

#### Liberia 1881
Die Korvette Victoria zwang am 8. März mit Billigung der liberianischen Regierung die Einwohner des Dorfes Nana Kru zum Schadensersatz für die Plünderung des gestrandeten deutschen Dampfers Carlos.

#### Dahomey 1882
Vom 17. bis 21. August setzte die Korvette Hertha beim König von Dahomey Glélé Schadensersatzansprüche wegen der Plünderung und Misshandlung der Besatzung des deutschen Handelsschiffs Erndte durch, das bei Kotonou gestrandet war.

#### Pfannenkrieg von Amoy in China 1882
Die Kreuzerfregatte Stosch und die Korvette Elisabeth setzten am 29. Dezember 1882 im chinesischen Hafen Amoy Landungskorps aus und beschlagnahmen einen Posten Zuckersiedepfannen, die die chinesischen Behörden ihrerseits bei dem deutschen Kaufmann Kopp beschlagnahmt hatten. Hintergrund waren Zollstreitigkeiten.

#### Swatow 1883
Am 28. April unterdrückte das Kanonenboot Iltis in Swatow eine fremdenfeindliche Bewegung der chinesischen Bevölkerung.

#### Sansibar 1885

Die Arcona

Im Hafen von Sansibar ging am 7. August 1885 das deutsche Ostafrikanische Kreuzergeschwader mit fünf Kriegsschiffen vor Anker, um die Anerkennung der deutschen Oberhoheit über einen Teil der ostafrikanischen Küste durch den dortigen Sultan Barghasch ibn Said zu erzwingen.

#### Venezuela 1892
Die Kreuzerkorvette Arcona erzwang im venezolanischen Macuro am 29. August 1892 Genugtuung für die Beleidigung der deutschen Flagge.

#### Marinemeuterei in Rio de Janeiro 1893/94
Während eines Bürgerkriegs in Brasilien erzwang die Korvette Arcona am 3. November 1893 in Rio de Janeiro die Herausgabe von sechs durch die Aufständischen beschlagnahmten Leichtern.

#### Marokko 1894
Die Kreuzerfregatte Irene erzwang 1894 in Casablanca die Entschädigung für die Ermordung eines deutschen Kaufmanns. Ein Jahr später erzwangen das Küstenpanzerschiff Hagen, der Kreuzer Kaiserin Augusta, die Kreuzerfregatte Stosch und die Korvette Marie in Tanger die Erfüllung deutscher Forderungen gegenüber dem Gesandten.

#### Kreta 1897
Während eines Aufstands der christlichen Bevölkerung in Kreta gegen die osmanische Herrschaft setzte der Große Kreuzer Kaiserin Augusta am 25. Februar 1897 in Chania ein Landungskorps gegen die Aufständischen aus.

#### Haiti 1897
Die Kreuzerfregatten Stein und Charlotte erzwangen am 6. Dezember 1897 in Port-au-Prince in Haiti eine Entschädigung für einen deutschen Staatsbürger, der angeblich ungerechtfertigt zu einer Haftstrafe verurteilt worden war, und wegen der Beleidigung des deutschen Geschäftsträgers.

#### Kiautschou 1897
Die Ermordung von zwei deutschen Missionaren war für Kaiser Wilhelm II. der willkommene Vorwand, die Bucht von Kiautschou an der Ostküste Chinas durch das Landungskorps einer Kreuzerdivision zu besetzen und so einen Pachtvertrag über 99 Jahre zu erzwingen.

#### Markomannia-Zwischenfall in Haiti 1902

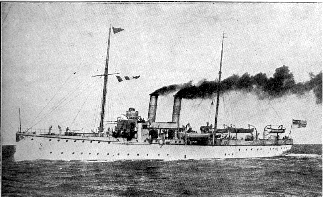
Das deutsche Kanonenboot Panther, das bei mehreren Unternehmungen in Übersee bekannt wurde

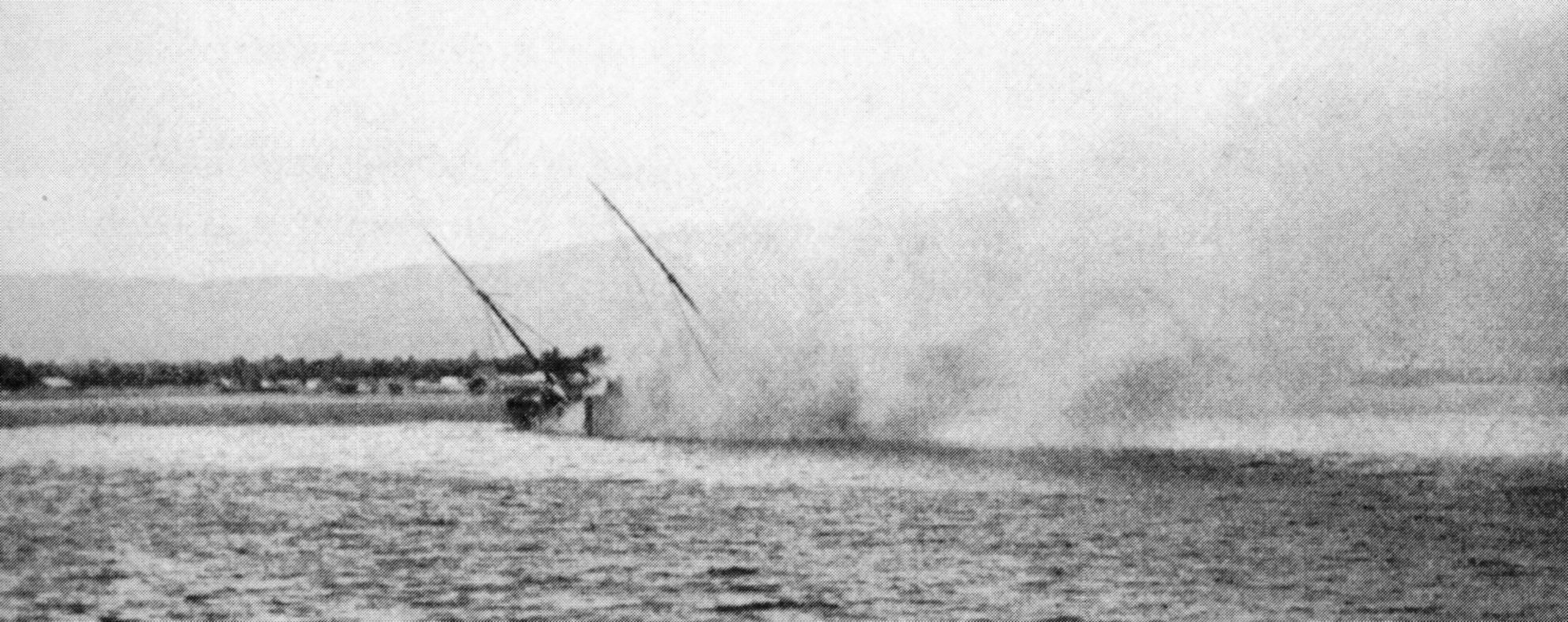
Das haitianische Kanonenboot Crete-à-Pierrot sinkt nach Beschuß durch SMS Panther im Hafen von Gonaives 6. September 1902

Im Kontext des haitianischen Bürgerkriegs durchsuchte das aufständische haitianische Kanonenboot Crête-à-Pierrot den deutschen Dampfer Markomannia. Die haitianische Regierung erklärte das Boot zum „Piratenschiff“, woraufhin die Crête-à-Pierrot am 6. September 1902 im Hafen von Gonaïves von dem deutschen Kanonenboot Panther vernichtet wurde. Die Besatzung hatte ihr Boot vorher verlassen. Allerdings blieb der haitianische Admiral Hammerton Killick an Bord und kam auf dem Schiff um. Seine Leiche wurde später aus dem halb versunkenen Wrack geborgen.

#### „Panthersprung nach Agadir“ 1911
Die Entsendung des Kanonenbootes Panther nach Agadir als Drohgebärde gegen Frankreich am Beginn der Zweiten Marokkokrise.

### Frankreich

#### Jangtsekiang-Flotte
Französische Kanonenboote operierten seit 1860 in chinesischen Gewässern, doch erst 1900 wurde eine ständige Flottille auf dem Jangtsekiang stationiert, die mit Unterbrechung durch den Ersten Weltkrieg bis zum Ausbruch des Zweiten Weltkriegs existierte. Eingesetzt wurden die Kanonenboote Argus (1900–1914), Vigiliante (1900–1914), Olry (1901–1909), Ta Kiang (1901–1904), Doudart de Lagrée (1922–1939), Balny (1922–1939), Francis Garnier (1927–1939) und die Sloop Alerte (1922–1936).

#### Paknam-Zwischenfall
Im Mai 1893 kam es zu einem bewaffneten Grenzkonflikt zwischen siamesischem und französischem Militär am Mekong. Das französische Militär versuchte hier, den Mekong als Westgrenze von Französisch-Indochina zu etablieren, während das Gebiet auch östlich des Flusses damals noch zu Siam, dem heutigen Thailand, gehörte. Um die Ansprüche durchzusetzen, blockierte die französische Marine ab dem 13. Juli 1893 die Ausfahrt des Chao Phraya in den Golf von Thailand südlich von Bangkok. Am 29. Juli 1893 gab Siam nach und verzichtete mit einem Vertrag vom 3. Oktober 1893 auf das linke Mekong-Ufer und alle Inseln im Fluss.

#### Bizerta-Krise
Die Bizerta-Krise begann damit, dass der tunesische Staatspräsident Habib Bourguiba im Juli 1961 die Räumung der französischen Militärbasis Bizerta in dem seit 1956 unabhängigen Land forderte. Tunesisches Militär installierte eine lockere Blockade der Basis. Kurz darauf griff ein französischer Flottenverband an und beschoss die Stadt. Stark überlegene französische Truppen landeten und nahmen die Stadt ein. Es gab mehrere hundert Tote, fast ausschließlich auf tunesischer Seite. Erst im Herbst 1963 verließen nach Abschluss eines Übereinkommens die letzten französischen Soldaten Bizerta.

#### Tartu-Krise
Der französische Zerstörer Tartu wurde am 21. Februar 1963 an die brasilianische Nordostküste entsandt, da dort von der brasilianischen Marine drei französische Fischkutter unter dem Vorwurf aufgebracht worden waren, brasilianische Hoheitsrechte verletzt zu haben. Die brasilianische Marine lief mit einem Kreuzer, fünf Zerstörern und zwei Korvetten ebenfalls in dieses Seegebiet aus, woraufhin die Tartu zurückgezogen wurde.

### Niederlande
Am 5. April 1960 drohte die niederländische Regierung der indonesischen Regierung mit der Entsendung eines Flottenverbandes, bestehend aus dem Flugzeugträger Karel Doorman und zwei Zerstörern, in die Gewässer von Niederländisch-Neuguinea, um indonesische Angriffe auf ihr Territorium zu verhindern. Daraufhin kam es zu Übergriffen auf niederländische Staatsangehörige in Indonesien.
Am 15. Januar 1962 versuchen umgekehrt drei indonesische Einheiten, Insurgenten auf Neuguinea abzusetzen. Die niederländische Marine versenkte eines der Boote und zwang die anderen beiden zur Flucht.

### Japan
Die japanische Kriegsmarine begann ihre Jangtsekiang-Tätigkeit erst nach dem Ende des Russisch-Japanischen Kriegs 1905. Sie setzte bis zum Ende des Zweiten Weltkriegs die Kanonenboote Uji, Fushimi, Sumida, Toba, Saga, Seta, Katada, Honzu, Hira, Futami, Atami, Ataka und Sumida ein. Diese Boote wurden auch während der Operationen im Chinesisch-Japanischen Krieg und im Zweiten Weltkrieg eingesetzt und bei Kriegsende von den Alliierten entweder abgewrackt oder den Nationalchinesen der Kuomintang übergeben.

### Italien
1920 begann die Regia Marina mit dem Kanonenboot Sebastiano Caboto eine eigene Jangtsekiang-Patrouille zu installieren. Sie wurde ab 1927 durch die Ermanno Carlotto und die Lepanto verstärkt. Während die Sebastiano Caboto kurz vor Ausbruch des Zweiten Weltkriegs nach Italien zurückkehrte, verblieben die übrigen beiden Kanonenboote bis 1938 in Schanghai. Sie wurden bei der italienischen Kapitulation durch die Besatzungen selbst versenkt, jedoch durch die Japaner gehoben und offenbar 1945 den Nationalchinesen übergeben.

### Multinationale Operationen
Vielfach beteiligten sich mehrere Mächte an einer Operation der Kanonenbootpolitik, wenn ihre Interessen gemeinsam betroffen waren.

#### China 1876
Im Mai 1876 internationale Flottendemonstration in China, an der von deutscher Seite aus die Gedeckten Korvetten Hertha und Vineta, die Kanonenboote Cyclop und Nautilus sowie die Kreuzerkorvetten Ariadne und Luise beteiligt waren. Durch die Demonstration sollte die chinesische Regierung gezwungen werden, aktiv gegen das Seeräuberunwesen in chinesischen Gewässern vorzugehen. Als dem deutschen Gesandten in Peking entsprechende Zusagen gemacht wurden, wurde der Verband aufgelöst.

#### Ostafrika-Blockade 1888–1890

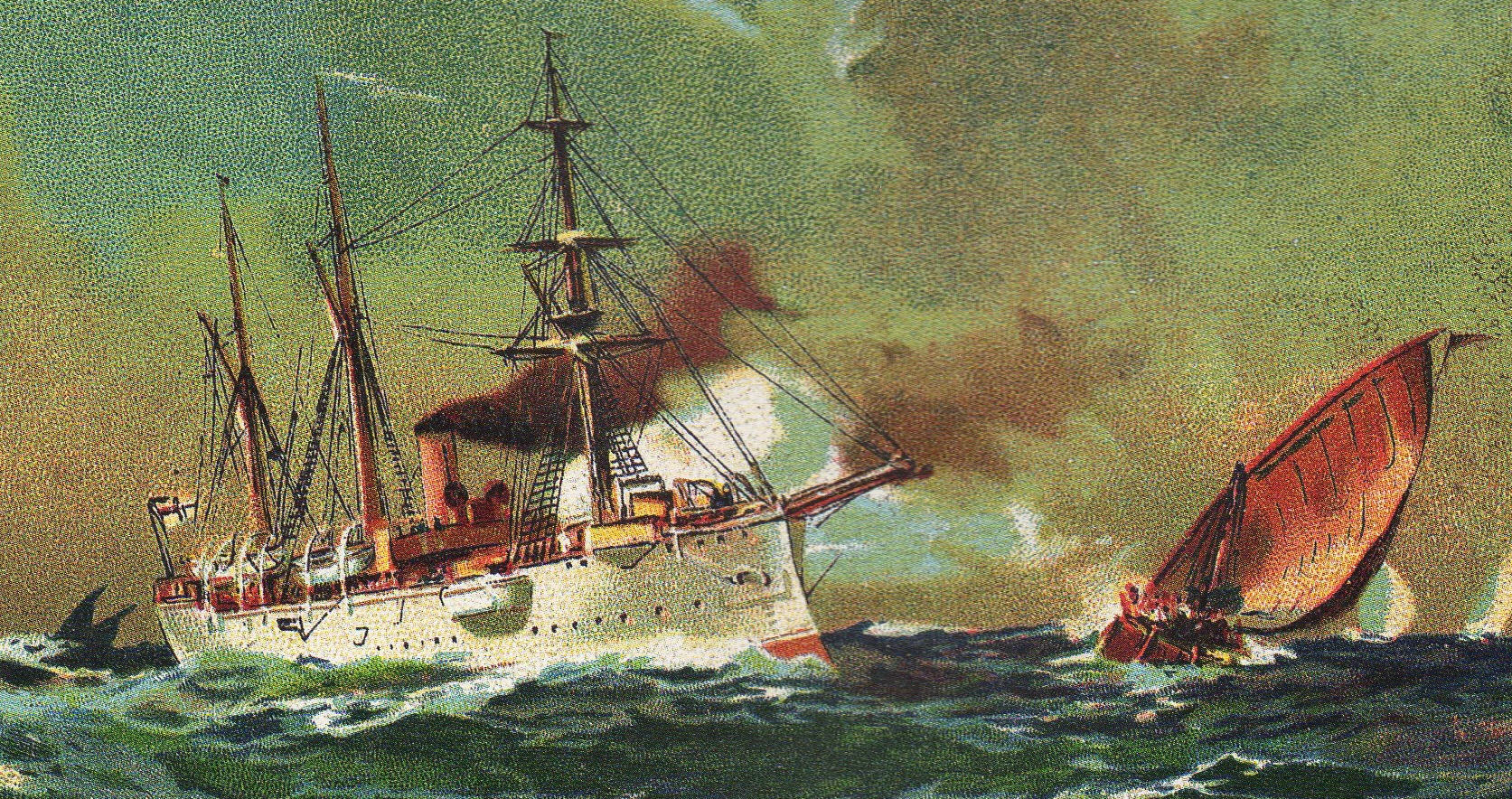
Der deutsche Kreuzer Schwalbe verfolgt 1889 an der ostafrikanischen Küste eine Dhau (zeitgenössische Darstellung, um 1900).

Zur Unterdrückung eines Aufstands in Ostafrika errichtete das Deutsche Reich gemeinsam mit Großbritannien eine Seeblockade vor der ostafrikanischen Küste. Dazu versammelte sich eine deutsche Kreuzergruppe in dem Seegebiet. Das Kommando über das internationale Blockadegeschwader führten Karl August Deinhard und Edmund Robert Fremantle. Die Blockade wurde auch von Frankreich, Italien und Portugal unterstützt. Sie galt offiziell der Bekämpfung des Sklavenhandels. Letztlich diente der Versuch, den Handel zu kontrollieren, aber der Durchsetzung kolonialer Interessen.

#### Venezuela-Blockade 1902–1903

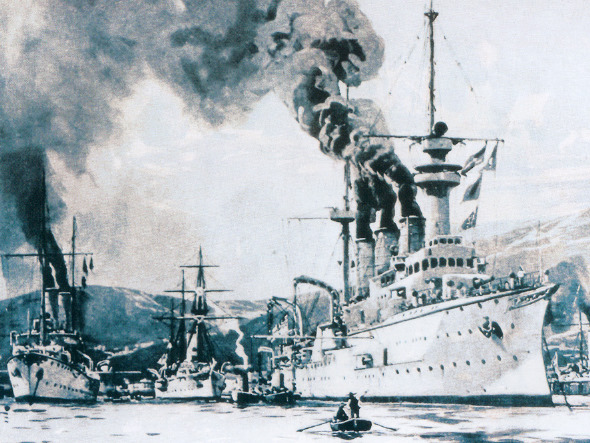
Blockade Venezuelas, Gemälde von Willy Stöwer

Die Venezuela-Blockade während der Venezuelakrise war neben der Intervention des Ostasiengeschwaders im chinesischen Boxeraufstand die größte Operation der Kaiserlichen Marine von der Reichsgründung bis zum Ersten Weltkrieg. Hintergrund war die Weigerung des Präsidenten Cipriano Castro, Altschulden der Vorgängerregierungen anzuerkennen. Daraufhin entschlossen sich Deutschland, das Vereinigte Königreich, Italien und zeitweise die Niederlande zu einer Intervention, während sich Castro gleichzeitig im Bürgerkrieg mit Aufständischen befand.
Als Castro am 7. Dezember 1902 einem Ultimatum zur Zahlung nicht nachkam, besetzten deutsche und britische Seestreitkräfte am 10. und 11. Dezember die venezolanischen Kriegsfahrzeuge. Das Kanonenboot Restaurador, die ehemals amerikanische Luxusyacht Atalanta, wurde unter deutscher Flagge unter Kapitänleutnant Titus Türk in Dienst gestellt. Da der britische Dampfer Topaze von den venezolanischen Behörden im Hafen von Puerto Cabello festgehalten wurde, beschossen der deutsche Große Kreuzer Vineta und der britische Kreuzer Charybdis die Forts der Stadt. Am 20. Dezember begann die Blockade. Die Ostamerikanische Kreuzerdivision unter Kommodore Georg Scheder bestand, neben der Restaurador, aus dem Großen Kreuzer Vineta, den Kleinen Kreuzern Gazelle, Falke und Sperber, dem Kanonenboot Panther, den Kreuzerfregatten Stosch und Charlotte und dem Trossschiff Sibiria.
Am 4. Januar 1903 wurde Puerto Cabello von einem deutschen Landungskorps besetzt. Am 22. Januar 1903 kam es zu einem Gefecht zwischen der Panther und dem Fort San Carlos am Eingang des Golfs von Maracaibo. Am nächsten Tag wurde das Fort von der Vineta, der Gazelle und der Panther in Trümmer geschossen; die Anzahl der venezolanischen Opfer ist unbekannt. Nachdem die Regierung Castro, die zwischenzeitlich erfolgreich gegen die Aufständischen vorgegangen war, am 10. Februar 1903 die Begleichung der Schulden zusicherte, wurde die Blockade aufgehoben. Die Restaurador wurde den venezolanischen Behörden übergeben. Ihr Kommandant Titus Türk veröffentlichte bald darauf seine Memoiren unter dem Titel 75 Tage an Bord des Kreuzers „Restaurador“.

#### Albanien und Montenegro 1913
Ab dem 10. April 1913 errichteten deutsche, britische und italienische Kriegsschiffe, darunter der Kleine Kreuzer Breslau, eine Blockade an der Küste Montenegros, um das Land an der Besetzung Skutaris zu hindern, das an Albanien fallen sollte. Ein Landkontingent der Breslau wurde in der Stadt stationiert und Ende Juni von einem aus Seebataillonen gebildeten Skutari-Detachement abgelöst. Der Kommandant der Breslau Fregattenkapitän Leberecht von Klitzing übernahm zeitweise als Zivilkommissar das von den Türken geräumte Gebiet. Der Einsatz dauerte bis Oktober 1913.

#### Türkei 1922
Britische, US-amerikanische, französische und italienische Einheiten, darunter Schlachtschiffe, liefen im Hafen von Smyrna, heute türkisch İzmir, ein, wo sich griechische Truppen auf den Abzug nach Griechenland vorbereiteten. Die westlichen Staaten sicherten ihre eigenen Interessen und unterstützten die Evakuierung von ca. 200.000 griechischen Zivilisten nach Griechenland, bis die neuen türkischen Verwaltungskräfte die Ordnung in Smyrna garantieren konnten.

#### China 1923
Britische, französische, italienische, japanische, portugiesische und US-amerikanische Marine-Einheiten liefen in den Hafen von Kanton ein, um die militärische Übernahme der internationalen Zolleinrichtungen durch die chinesische Regierung zu verhindern. Nachdem die chinesische Regierung diese Absicht gezwungenermaßen aufgegeben hatte, wurden die Schiffe im April 1924 wieder abgezogen.

## Auswirkungen und Ende der Kanonenbootpolitik
Die Kanonenbootpolitik hatte nicht nur für die betroffenen Staaten überwiegend negative Auswirkungen. Auch die Großmächte erkannten die Nachteile, die dieses Vorgehen mit sich brachte. Die gewaltsame Durchsetzung der Interessen verhinderte die Bildung von Rechtssicherheit und bevorteilte den Stärkeren, der gerade mit Streitkräften vor Ort war. Dadurch waren die Großmächte gezwungen, in vielen Gebieten Seestreitkräfte zu unterhalten. Außerdem bestand stets das Risiko einer ungewollten Konfrontation untereinander.
Bereits mit den Haager Abkommen von 1907 wurde ein erster Schritt zum Ende der Kanonenbootpolitik unternommen. Dem dienten vor allem das I. Haager Abkommen betreffend die friedliche Erledigung von internationalen Streitfällen und das II. Haager Abkommen betreffend die Nichtanwendung von Gewalt bei Eintreibung von Vertragsschulden. Nach dem Ersten Weltkrieg und der Gründung des Völkerbundes war die Phase der Kanonenbootpolitik bis auf wenige Ausnahmen beendet.

## Fiktionale Literatur
- Steffen Kopetzky: Risiko. Heyne Verlag. 2016. ISBN 978-3-453-41956-8.
- Hans Luckenwald: Die spanische Dublone. Mit drei Zeichnungen von Frithjof Koch. In: Köhler’s illustrierter Flottenkalender. Bd. 38, 1940, ZDB-ID 544975-3, S. 216–227.
- Richard MacKenna: The sand pebbles. A novel. Harper & Row, New York NY 1962. (engl.)
  - Deutsche Ausgabe: Das Kanonenboot vom Yangtse-Kiang. Goldmann-Taschenbuch 3532. Goldmann, München 1977, ISBN 3-442-03532-5.
- Douglas Reeman: Send a Gunboat. Jarrolds, London 1960. (engl.)

## Filme
- Our Fighting Navy, Großbritannien 1937, Regie: Norman Walker, amerikanischer Verleihtitel Torpedoed
- Yangtse Incident, auch Battle Hell/Helden zur See/Yangtse-Zwischenfall, Großbritannien 1957, Regie: Michael Anderson, Drehbuch: Eric Ambler
- The Sand Pebbles, Kanonenboot am Yangtse-Kiang, USA 1966, Regie: Robert Wise
- Yapian zhanzheng, Der Opiumkrieg, China/Japan 1997, Regie: Xie Jin